# Columbuturai
Colombuthurai (em tâmil:  கொழும்புத்துறை, em cingalês:  කොලොම්තර) é um subúrbio costeiro da cidade de Jafanapatão no distrito de Jafanapatão no norte do Sri Lanca.